# Vrănești, Argeș
Vrănești este satul de reședință al comunei Călinești din județul Argeș, Muntenia, România.